# 佐々木恋海
佐々木 恋海（ささき れみ、1988年8月2日 - ）は、日本のAV女優。ロータスグループ所属。
出身地:東京都。血液型:A型。身長:166cm。スリーサイズ:B88(E-70)・W58・H88cm。※プロフィールは「向井恋」のもの。

## 略歴・人物
2011年に「向井恋（むかい れん）」としてAVデビュー。
2013年7月17日のツイッターで、ロータスグループへの移籍と「佐々木恋海」へ改名したことを発表した。
＜2014年のインタビュー記事より＞
- OL時代に副業のためバイトを見つけて面接したが、性的なサービスをする仕事だった。キレちゃって「そんなことするんだったら、AVに出た方がよっぽどいいです!」って、勢いで言ってしまった所、その人がAVのスカウトマンと知り合いで本当に紹介されてしまった。DVDを観るのも好きだったし、AV女優って可愛い子も多いので偏見はなかったので、綺麗に撮ってもらえるならやってみてもいいかなって思い、まずは1本出たのがきっかけ[4]。
- AVに出る前は人よりも恥ずかしがり屋だし、人前にでるなんて緊張しちゃって絶対にできないタイプだったが、気が付いたら初対面の人とも普通にしゃべれるようになっていた[4]。
- 初体験は16歳、同じ歳の彼氏と。痛くもないし、あっさりと終わってしまって血もでなかった[4]。
- 経験人数は 20人。（23歳時点）[4]
- 印象に残っているプレイは痴女。最初は責められるのが好きだったが、最近はなぜか痴女が多い。責めるのが楽しくって、自分ってこういうのも好きだったんだなって気づいた[5]。
- 変わってるって言われるんですが、出演作はほとんど観てます[5]。

異なるプロフィールがいくつかある。
- XCITYプロフィールでは、B:88(E-70)・W:56・H:88としている[6]。
- FANZAプロフィールでは、B:88(E-70)・W:59・H:88としている[7]。
- 「一人でオナる未来は寂しくないですか?」のケース裏面のプロフィールでは、B:94(F)・W:59・H:92としている[8]。
- 「催眠マンション W-room」のケース裏面のプロフィールでは、B:88(F-65)・W:63・H:90としている[9]。

趣味:料理。
特技:水泳、書道。
性格:真面目、好奇心旺盛。
好きな場所:海（海が見える場所）。
好きな色:ピンクベージュ、ショッキングピンク。
好きな食べ物:たんぱく質（白身魚、鶏肉etc）。
苦手な食べ物:匂いが青くさい系（トマト・ナス）。
好きな動物:うさぎ。
好きな言葉／座右の銘:ありがとう、初心忘れるべからず!!。

## 出演作品

### アダルトDVD

#### 「向井恋」名義

##### 2011年
- 美しすぎるラーメン屋店員（1月25日、フルセイル）
- じこまん、肉食シンドローム。 9（2月8日、プレステージ）
- 若妻裏サイトの集い 5（2月8日、フルセイル）
- 新・ソープの殿堂 4（2月19日、シュガーワークス）
- 姉きゅん 02 向井恋（3月4日、ゴーゴーズ）
- 続・エロ一発妻 07 向井恋（3月23日、プレステージ）
- 新人派遣秘書 2（4月9日（レンタル）/5月13日（セル）、クリスタル映像）＊オムニバス作品 全5名
- ヤリ捨てアパート 街で見かけた清楚な巨乳妻を…  向井恋（4月15日、スターパラダイス）
- 貞淑な妻に内緒で馴染みのマッサージ師に性感を頼んだら…（4月15日、スターパラダイス）※「R子」名義 ＊オムニバス作品 全2名
- 「勃起を見せつけても動じない真面目な看護師の尻を触ってみたら抵抗できなくなるほど発情してヤられた」 VOL.1（5月7日、DANDY）＊オムニバス作品
- LESSON 私だけの個人授業 白鳥るり・向井恋（5月31日、LEO）＊オムニバス作品
- 目隠しされ痴漢を拒めず敏感になった女を何度もイカせる（6月18日（セル）/7月26日（レンタル）、ナチュラルハイ）＊オムニバス作品
- 突撃!!  山手沿線一周駅前 ガチンコ人妻ナンパ! 素人奥様にいきなり生中出し 御徒町〜神田編（6月25日、ビッグモーカル）＊オムニバス作品 全2名
- 痴漢される生徒を自分の体を身代わりにして守る女教師 3（7月21日、ナチュラルハイ）＊オムニバス作品 全2名
- 素人敏感OL生中出し 裕子さん 27歳（8月31日、プラム SM-049）※「裕子」名義
- 素人奥さんご馳走様でした。 全国縦断「Maji」100%ナンパ 獲れたて栃木の食べごろ果肉のイチゴ妻編（9月25日、ビッグモーカル）＊オムニバス作品 全7名
- 不倫の法則 妻を寝取る男/寝取られる男 このみゆうか・向井恋（10月10日（レンタル）/2012年12月1日（セル）、FAプロ）
- 働くお姉さん 8時間50連発！！（11月4日、ホットエンターテイメント）＊オムニバス作品
- うちのむっつり息子に絡まれた美しくも敏感な尻を持つホームヘルパーさん（11月10日、ホットエンターテイメント）＊オムニバス作品
- 危険地帯（11月18日、DID企画 RE-19）＊オムニバス作品 全8名
- 調教された不倫妻 極美人穴奴隷（れん27歳 結婚3年目 子供なし）（12月7日、桃太郎映像出版）※「れん」名義
- センズリ鑑賞会 6 恥じらい素人娘に見せつけちゃいました（12月10日、ホットエンターテイメント）＊オムニバス作品 全18名
- 新・ソープの殿堂 Special（12月22日、シュガーワークス）＊オムニバス作品 全6名
- 狙った獲物（12月24日、DID企画 RE-20）＊オムニバス作品 全7名

##### 2012年
- 私は痴女 淫乱怒涛（1月4日（レンタル）/2月3日（セル）、クリスタル映像）＊オムニバス作品 全4名
- 「チ○ポまで3cm 満員バスで欲求不満の美淑女に 勃起チ○ポを見せつけさらに触らせないように 焦らし続けたらトロけるほどヤられた」 VOL.1（1月7日、DANDY）
- 街撮り美脚ナンパ（1月19日、グローリークエスト）
- ヤリ捨てアパートBEST COLLECTION（1月20日、スターパラダイス）＊オムニバス作品 全3名 ※「恋」名義
- 和姦 輪し 逆レイプ 素敵なあいつと無理矢理SEX！！ 向井恋・宮下つかさ（2月10日（レンタル）、FAプロ）
- 麗しの巨乳浮気妻 何も聞かずに犯してください れん［れん27歳 ＜雪国生まれの白乳＞］（3月7日、桃太郎映像出版）※「れん」名義
- 満員電車で痴漢されガニ股でイキ続ける痙攣女 4（3月8日、ナチュラルハイ）＊オムニバス作品
- 麗しの美人OL 拡大版6時間（3月9日、BAZOOKA）＊オムニバス作品
- 麗しの美人OL 4時間 PREMIERE 11（3月16日、BAZOOKA）※『麗しの美人OL 拡大版6時間』のレンタル版 ＊オムニバス作品
- 咬ます（3月26日、DID企画 RE-21）＊オムニバス作品 全6名
- 舞ワイフ～セレブ倶楽部～ 37 春日もも・向井恋（4月21日（セル）/9月13日（レンタル）、AROUND）※「新山里奈」名義
- 独占!人の妻ワイドスペシャル そんな激しくされたら…溶けちゃう! 麗しく、そして深く乱れ咲く美人妻たち（4月30日（レンタル）/11月23日（セル）、アテナ映像）＊オムニバス作品
- 働くお姉さんのデカ尻についムラムラ… 3（5月4日、クリスタル映像）＊オムニバス作品 全4名
- むさぼる 拉致・監禁・拘束・中出し、そして… 向井恋（5月7日、桃太郎映像出版）
- 手コキクリニック 暴発看護15連発スペシャル（5月10日、SODクリエイト）＊オムニバス作品 全6名
- 「DANDY特別版 日本中を勃起させたあの女子校生/看護師/専業主婦/社長秘書は今!?もう一度逢ってヤられたい!」 VOL.1（5月10日、DANDY）＊オムニバス作品
- ホットプレゼンツ 奥手な貴方へ贈る…綺麗な上に感度もバッチリなお姉さんがしてくれる 燃え上がってしまう筆下ろし（5月10日、ホットエンターテイメント）※「早乙女ゆかり」名義 ＊オムニバス作品 全6名
- 不倫 〜furin〜 麗しき妻が他人の肉棒に…（5月15日、フェニックス）＊オムニバス作品 全3名
- 接客中に顔を紅潮させながら感じまくるパート妻 〜スーパーレジ、精肉コーナー、カフェ、焼き鳥屋〜（5月24日、ナチュラルハイ）＊オムニバス作品 全4名
- 3人の家庭教師 向井恋・鮎川千里・ゆうきさやか（6月7日、BeFree）
- 夜這いでおチンコ鑑賞 スケベな好奇心が芽生えた純情な女の子が犯した失態! 3（6月10日、ホットエンターテイメント）＊オムニバス作品 全9名
- 熟ズボッ! 突っ込まれたとたん、あー、硬いの大好き〜! いやらしく乱れ咲く熟女オンパレード（6月11日（レンタル）/12月28日（セル）、アテナ映像）＊オムニバス作品
- 金髪王子のスケベな要望に過剰護衛で応える美人シークレットサービス 向井恋（6月21日、グローリークエスト）
- 団地妻 夫は知らない昼下がりの中出し（6月25日、ビッグモーカル）＊オムニバス作品 全3名
- 襲撃（6月25日、DID企画 RE-22）＊オムニバス作品 全8名
- メンズエステ盗撮 人妻エステティシャンに中出ししちゃいました。（7月25日、ビッグモーカル）＊オムニバス作品
- 自主映画のモニターとだまして、素人の人妻にAV鑑賞させて中出ししちゃいました（7月25日、ビッグモーカル）＊オムニバス作品
- 夜のコインロッカーで散々イチャイチャして別れを惜しむカップルを見つけ、別れた後に彼女をナンパしてヤル! 3（7月27日、SCOOP）＊オムニバス作品
- エロすぎる乳首 犯され願望のある綺麗な奥さん 向井恋（8月7日、桃太郎映像出版）
- キレイな顔してマン毛ボォーボォー 美女17人もっさもさ（8月7日、桃太郎映像出版）＊オムニバス作品 全17名
- 肉欲暗示 催眠によって堕ちた上司の妻 向井恋（8月13日、溜池ゴロー）
- 危機遭遇（8月24日、DID企画 RE-23）＊オムニバス作品 全7名
- 人事部から流出した転職活動ファイル 8時間 Special（9月14日、BAZOOKA）＊オムニバス作品 全10名
- 僕だけの美人家庭教師 2 8時間 Special（9月14日、BAZOOKA）＊オムニバス作品 全10名
- 新種のエステオイルと偽って媚薬ローションでマッサージしていたら四つん這いになって発情してきた（9月20日、AKNR）＊オムニバス作品
- 姉と弟が初めての王様ゲーム一転近親相姦中出しゲーム（9月20日、ROCKET）＊オムニバス作品 全3名
- 街で噂の美人すぎる看板娘に交渉次第でどこまでやれるか実験してみました！！（9月28日、スクープ）＊オムニバス作品
- バックファイヤー（10月1日、MOODYZ）＊オムニバス作品
- 私達、夫に内緒の乱交で中出しをされてしまいました。（10月1日、ZUKKON BAKKON）＊オムニバス作品 全5名
- ワケあり奥様AV出演 8時間 special（10月12日、BAZOOKA）＊オムニバス作品 全10名
- 絶対に手を出してはいけない相手が夜這いしてきた…さてどうする? 2（10月18日、AKNR）＊オムニバス作品
- 入院中に一人フェラを試みていたら可愛い看護師に見つかってしまった…さてどうする?（10月18日、AKNR）＊オムニバス作品 全4名
- 乃木坂 人妻オイル性感エステマッサージ 2（10月18日、 タカラ映像）＊オムニバス作品 全4名
- 縛られて（10月19日、DID企画 RE-24）＊オムニバス作品 全7名
- 人妻の寄り道 欲求不満な人妻の危険な好奇心 向井恋（10月25日、マドンナ）
- バレる可能性が少ない・本番がない・稼げると気楽な気持ちでデリヘル講習に参加した若妻達に本番強要する悪徳デリヘル業者が急増中!?（10月26日、SCOOP）＊オムニバス作品
- 指コキ 1本の指で竿をなぞるように刺激し射精へと誘う匠の業（11月1日、MOODYZ）＊オムニバス作品
- 田園調布セレブ人妻専門Beautyエステ（11月1日、変態紳士倶楽部）＊オムニバス作品
- 姉 痴漢 性欲が強すぎて捕まりかねない弟のために自分の身体を触らせたものの想像以上に興奮させてしまい挿入を止められなかった姉（11月8日、ナチュラルハイ）＊オムニバス作品
- 独占！人の妻 ワイドスペシャル そんな激しくされたら…溶けちゃう！麗しく、そして深く乱れ咲く美人妻たち（11月23日、アテナ映像）＊オムニバス作品
- 泥酔潮吹きバス 最終バスは無法地帯！普段はマジメなのに酔っ払った勢いで絡みだす超絶敏感OL（11月27日、ディープス）＊オムニバス作品 全4名
- 狩られた女（11月30日、DID企画 RE-25）＊オムニバス作品 全8名
- 「まさか特急列車の客室担当グ○ーンアテンダントが幼馴染だった!すると久々の再会もつかの間に泣きそうな顔で『だって他の人には頼めないもん』と 仕事中にも関わらず勃起チ○ポを見たがる大胆すぎるお願い!その理由とは?!」 VOL.1（12月6日、DANDY）＊オムニバス作品
- 先生と生徒の中出し授業 2 30人8時間（12月7日、BeFree）＊オムニバス作品
- 初メガチンポにイかされ中出しされるウブな美女達！ メガチンポ真性中出し50人（12月7日、桃太郎映像出版）＊オムニバス作品
- 挑発タイトイズム 向井恋（12月19日、ミル）
- 大嫌いな人に抱かれるために自ら媚薬を飲んだ人妻（12月20日、ナチュラルハイ）＊オムニバス作品
- あからさまに制服から派手なパンツが透けた状態で現れる整体師は、僕がパンツを見て興奮している姿を見ると逆に興奮する変態整体師だった!（12月28日、SCOOP）＊オムニバス作品 全5名

##### 2013年
- 美熟女プレミアム DX（1月7日、桃太郎映像出版）＊オムニバス 全30名
- 青春BEST！！ 2012年上半期総集編 18タイトル 8時間！！（1月7日、BeFree）＊オムニバス
- 出産して急激に感度があがったママチャリ貞操妻 〜貞操帯を付けられ夫とSEXできず何度もリモバイでイカされ堕ちていく女〜（1月10日、ナチュラルハイ）＊オムニバス作品 全3名
- ムチムチタイトスカートバス 3 万年発情期なのはパッツン生地でデカ尻が強調されるから!? 人目を気にせず挑発してくる肉感美人OL（1月10日、DEEP'S）＊オムニバス作品 全5名
- 南青山高級アロマ性感オイルマッサージ 4（1月11日、DOC）＊オムニバス作品
- 疼きが止まらない美女限定！ 特盛り！！若妻 8時間（1月13日、溜池ゴロー）＊オムニバス作品
- 嫁は他人にNTR（寝とら）れ俺は別の女に何回もイカされてしまった。（1月24日、AKNR FSET-411）＊オムニバス作品 全4名
- 麗しの巨乳浮気妻 れん27歳 家庭のために体を売る背徳絶頂（1月24日、桃太郎映像出版）※「れん」名義
- M男の欲望を全て叶えてくれる痴女集団（1月25日、美）＊オムニバス作品 全4名
- 極選8時間 私は痴女 7（1月26日、クリスタル映像）＊オムニバス作品 全16名
- 止まらない！！ハードピストンFUCK！絶頂イキまくりBEST！（2月7日、BeFree）＊オムニバス作品
- 「常に性交」温泉旅館（2月21日、SODクリエイト）＊オムニバス作品
- 一人でオナる未来は寂しくないですか?性器の相性が120%のSEXパートナーをご紹介します! おち○ぽ仲介業（2月21日、DEEP'S）＊オムニバス作品 全3名
- 痴漢OK妻（3月7日、ナチュラルハイ）＊オムニバス作品 全4名
- 極上騎乗位29人210分（3月7日、BeFree）＊オムニバス作品
- 美しい標的（3月7日、DID企画 RE-27）＊オムニバス作品 全8名
- 絶頂寸前の最高に気持ちのいい激ピストン 8時間（3月13日、溜池ゴロー）＊オムニバス作品
- 某人気深夜バラエティ番組出演!洋食屋Sさんが恋する人気女優向井恋とヤリたい放題ハメ撮り動画 2 向井恋・高下えりか（3月20日、スターパラダイス）
- 射精管理で校内を支配する巨乳女教師（3月23日、SOSORU）＊オムニバス作品 全4名
- またがり美熟女のイキ狂い騎乗位40人8時間（4月7日、マドンナ）＊オムニバス作品
- 「混浴風呂に眼鏡をかけて入浴する美淑女を見かけたら…それは男の股間が見てみたい出会いを求めているサイン」 VOL.1（4月11日、DANDY）＊オムニバス作品
- ママ友の輪 健一ママとみいなママ 向井恋・篠田めぐみ（4月15日、ネクストイレブン）
- 美しい獲物（4月23日、DID企画 RE-28）＊オムニバス作品 全7名
- 発射3分前からの絶頂！！！ NON STOP美熟女中出し 50人（5月7日、桃太郎映像出版）＊オムニバス作品
- 団地妻 真昼の中出し 4時間BEST（5月25日、ビッグモーカル）＊オムニバス作品 全12名
- 媚薬を飲まされた人妻デッサンモデルは裸を見られるだけで「セックスを求める」女の我慢汁を垂れ流す（5月28日、ナチュラルハイ）
- THE BEST OF 独占！人の妻ワイドスペシャル 乱れても美しい魅惑妻10人 4時間（5月31日、アテナ映像）＊オムニバス作品
- 夜勤中に居眠りしている看護師をレズ夜這い（6月6日、AKNR）＊オムニバス作品
- N○K（ヌード放送局）的語学番組 全裸淫語講座 基礎淫語 1（6月6日、ROCKET）＊オムニバス作品
- メガチンポ生イラマ！50人（6月7日、桃太郎映像出版）＊オムニバス作品
- 巨乳OL逆セクハラ研修（6月13日、SOSORU）＊オムニバス作品
- ムチムチでエロ過ぎる現役キャンペーンガール 向井恋（6月20日、SOSORU）
- 「疲れマンは濡れやすい？」 漫画喫茶で爆睡する綺麗なお姉さんの染みパンティを触ったら感じすぎて犯す前にハメられた 向井恋・芦名ユリア・眞木あずさ（6月25日、ナチュラルハイ）＊オムニバス作品
- 美乳潮吹きヘルパー 向井恋（6月25日、FAプロ・プラチナ）
- 忍び寄る影（7月2日、DID企画 RE-29）＊オムニバス作品 全7名
- 連射に誘うお掃除フェラ 向井恋（7月5日、ワープエンタテインメント）
- 月刊 パンティストッキングマニア Vol.17（7月5日、OFFICE K'S）＊オムニバス作品
- 顔バレVIP●ER素人まとめ 18 抱き心地のエロそうな入籍したての若妻（24歳）が夫の留守にデカ乳首揺らして鏡前でアクメ顔を写メうp 向井恋（7月6日、new girl）
- 催眠マンション W-room 向井恋（7月10日、催眠研究所）
- 社会人一年生を口説いてヤッちゃいました。 東京都23区編（7月11日、フルセイル）＊オムニバス作品 全4名
- 人妻露出レズ 江波りゅう・向井恋（7月13日、U&K）
- 接吻しまくり淫口よだれ女 向井恋（7月14日、ワープエンタテインメント）
- バレないように彼女の親友とこっそりヤル! 8（7月18日、AKNR）＊オムニバス作品
- ムチムチスケベ女とねっちょりスケベおじさん 向井恋（7月19日、ドグマ）
- 向井恋の触発されるノーパン依存症（7月25日、アロマ企画）
- 月刊クロストマニア 向井恋（7月25日、タカラ映像）
- キレイ過ぎる良妻、外ではオンナ。 5 向井恋（7月26日、ONE DA FULL）
- MOODYZファン感謝祭 バコバコバスツアー2013 お祭り大乱交スペシャル!!（8月1日、MOODYZ）＊オムニバス作品 全16名
- 月刊 パンティストッキングマニア Vol.18 挑発キャンギャル×光沢パンティストッキング（8月2日、OFFICE K'S）＊オムニバス作品
- 発射直後のチ○ポをむさぼる美熟女お掃除フェラ 8時間SP（8月7日、マドンナ）＊オムニバス作品
- 媚薬痴漢 6（8月8日、ナチュラルハイ）＊オムニバス作品
- 童貞浪人/ケガで動けない/家賃が払えない/家事が出来ない僕にもいつでもどこでも中出しさせてくれるボインで優しいアパートの美人な大家さん（8月8日、DEEP'S）＊オムニバス作品
- 監獄レズ 向井恋・西園寺れお（8月8日、LADY×LADY）
- 「お姉さんの目の前でオナニーしてみせて…お願い」 2（8月13日、アロマ企画）＊オムニバス作品
- 姦欲を掻き立てる極上ボディな女たちの性交 8時間（8月13日、溜池ゴロー）＊オムニバス作品
- 密着しながら全身くまなく丁寧にマッサージしてくれる人気の出張マッサージ店で、チンコが勃起したならお客様の金玉から精子を絞り出しちゃうドスケベなお姉さん（8月14日、OFFICE K'S）＊オムニバス作品
- エビ反りするほど失禁アクメしちゃう媚薬オイルエステ（8月14日、OFFICE K'S）＊オムニバス作品
- 催眠素顔 7（8月20日、催眠研究所）＊オムニバス作品
- 淫猥巨乳エステティシャン（8月22日、SOSORU）＊オムニバス作品
- 家政婦に媚薬を飲ませたら効きすぎてアヘ顔でイキまくるほど犯されたがって困った 2（8月22日、ナチュラルハイ）＊オムニバス作品
- 隣の新妻 向井恋（8月23日、なでしこ）
- 向井恋の尻（8月25日、アロマ企画）
- 欲求不満な美人妻たちのセンズリ鑑賞（8月25日、AVS Collector's）＊オムニバス作品 全4名
- ムーディーズファン感謝祭 うらバコバコバスツアー2013 補欠者救済？バコバス砦と荒くれ海賊団！！（9月1日、MOODYZ）＊オムニバス作品 全16名
- 東京都港区白金 セレブ人妻ナンパエステ 2（9月1日、変態紳士倶楽部）＊オムニバス作品
- 僕の家庭教師はいつもミニスカばかりで目のやり場に困る（9月3日、TOY GIRL）＊オムニバス作品
- 図書館で声も出せず糸引くほど愛液が溢れ出す敏感妻（9月5日、 ナチュラルハイ）＊オムニバス作品
- 嫌がる美人妻を無理矢理犯る！！ 17人（9月7日、桃太郎映像出版）＊オムニバス作品
- 美尻にぶち込む!!突きまくりバック100連発（9月7日、桃太郎映像出版）＊オムニバス作品
- 目が覚めたら隣で寝ている兄よりも大きい僕の朝勃ちチ○ポに欲情した兄嫁が跨っていて困った（9月19日、ナチュラルハイ）＊オムニバス作品
- パンチラ挑発番外編 年上女性のエロ優しい誘惑で発射まで導かれた僕。 その2（9月25日、アロマ企画）＊オムニバス作品
- 極楽悶絶スケベ椅子 焦らされ性感手コキ 8人（9月25日、アロマ企画）＊オムニバス作品
- 人妻美尻ディルドオナニー 其の3（9月26日、タカラ映像）＊オムニバス作品
- 天性な魔性ボディを持つ美女たち 男を虜にする罪な躯（10月7日、桃太郎映像出版）＊オムニバス作品
- CFNM 羞恥手コキ株式会社 2（10月8日、アロマ企画）＊オムニバス作品 全4名

##### 2014年
- お姉様クロニクル 10 向井恋（7月25日、ONE DA FULL）

#### 「佐々木恋海」名義
2013年
- Face to Face 3rd season（10月10日、SILK LABO）＊オムニバス作品
- 隣のベッドにお見舞いに来たミニスカパンチラに勃起！気付いた女は性欲に火がついて彼氏の寝ている横で僕のチ○ポにむしゃぶりついた（10月10日、 SWITCH）＊オムニバス作品
- 「ちょっとそこまでだから･･･」と不用意にノーブラで出歩く巨乳妻は知らぬ間に男を誘惑して･･･（10月11日、プレステージ）＊オムニバス作品
- セクシー仮面 ダーティーゲーム 佐々木恋海（10月11日、GIGA）
- ち○ぽ愛しき漏れ吐息 感情ダダ漏れ吐息フェラ（10月13日、アロマ企画）＊オムニバス作品
- サウナレディのお仕事 10 素股マッサージフルコースSP（10月24日、ソフトオンデマンド）＊オムニバス作品
- 強制射精で校内を支配する巨乳女教師（10月24日、SOSORU）＊オムニバス作品 全4名
- 極上美人妻 BEST 8時間 第4章（10月25日、ビッグモーカル）＊オムニバス作品
- 色気ムンムン フェロモン美女 大胆パンチラコレクション 3（10月25日、アロマ企画）＊オムニバス作品
- 呼んだデリヘル嬢が部下の嫁だったので口止め代わりに生中出し！ 2 佐々木恋海（10月29日、 GOT）
- 家庭教師 SUPER BEST 4（11月7日、BeFree）＊オムニバス作品
- 20th anniversary 人妻熟女302人 いやらしい美人妻からドスケベ熟女まで･･･丸ごと見せます! 10時間スペシャル（11月7日、桃太郎映像出版）＊オムニバス作品 全302名
- 爆ゆれ美巨乳デカチンSEX!21人（11月7日、桃太郎映像出版）＊オムニバス作品 全21名
- いつでも、どこでも ベロちゅう 2（11月8日、UPSON）＊オムニバス作品
- 夢の近親相姦！姉貴達の悩ましいミニスカパンチラに悶々としてる僕のチ○ポを家族に内緒で面倒みてくれました（11月9日、 SWITCH）＊オムニバス作品
- スチュワーデスin．．．（脅迫スイートルーム） 佐々木恋海（11月22日、ドリームチケット）
- 不倫たび アメリカンリゾートクルーザーで密会 富士山のちかく駅で待ち合わせをして･･･ 恋海さん27才（11月28日、タカラ映像）
- 揺れるすし詰め満員バス・ムッチリ尻肉が勃起チ○ポに食い込むもんで、挿入せずにいられまへんがな！（12月5日、 SWITCH）＊オムニバス作品
- 混浴温泉で思いきって堂々と勃起してみたら、たまたま入浴していた女性客がチラ見どころか我を忘れてガン見急接近！ 4（12月5日、 Hunter）＊オムニバス作品 全7名
- 出張グラマーボディコン なま本番交渉エステ（12月6日、UPSON）＊オムニバス作品 全6名
- 僕を毎日興奮させる･･･ 隣のヤリたがり奥さん ～後ろから前からどうぞ～（12月7日、桃太郎映像出版）＊オムニバス作品
- 街で見かける気になる娘 BEST 2（12月11日、フルセイル）＊オムニバス作品
- お姉さんの巨尻が猥褻過ぎて秒殺で悩殺!!（12月15日、MARRION）
- ベロちゅう 佐々木恋海（12月19日、グローリークエスト）
- 危険日限定 妊活スワッピング合宿（12月19日、V＆R PRODUCE）＊オムニバス作品
- 極尻 masochist 佐々木恋海（12月19日、ドグマ）
- 新人タレント偽温泉番組レポート 3（12月19日、ATOM）＊オムニバス作品 全5名
- 酔った同僚を痴漢して漏らすほど感じさせろ！（12月19日、ナチュラルハイ）＊オムニバス作品
- アレ？もしかして…私を見て勃起しちゃったの？？昔モテモテだった私は若いうちに結婚。そして年月は経ち、気付けばもうアラサーに。そんなある日、遊びにきた息子の同級生、夫の会社の後輩に「おばさん」などと言われてしまった！他人に初めて「おばさん」などと言われた私は、その言葉があまりに悔しくて、見返したかったので…必死の努力で「フェロモン全開奥様」に大変身！！ その結果、「おばさん」と言った相手が私のあまりの美貌っぷりを見て興奮しちゃったみたいなので…久しぶりに襲っちゃいました（12月19日、Hunter）＊オムニバス作品
- 制服お姉さんの妄想エレベーター着衣痴漢 佐々木恋海（12月25日、ジャムズ）
- 大手レストランチェーンだと思って入社したらただの居酒屋で底意地の悪い店長に最愛の嫁を寝取られた俺（12月25日、グローバルメディアエンタテインメント）＊オムニバス作品 全5名
- サービス中に何度もおっぱいを顔に押しつけてくる美人美容師は確実に欲求不満！興奮したフル勃起チ○ポまで積極的にスッキリさせてくれました！ 2（12月27日、スクープ）＊オムニバス作品 全5名

2014年
- 腰が折れるくらいに一日中抱いてください。 佐々木恋海（1月1日、蜜月）
- レズペット 2（1月1日、U＆K）＊オムニバス作品 全6名
- 佐々木恋海の絶品尻コキ七変化（1月5日、フリーダム）
- 敏感ヌレヌレ若妻の潮噴射SEX 10人（1月7日、桃太郎映像出版）＊オムニバス作品 全10名
- 近くに彼氏が居るのに僕を痴女ってくる見知らぬお姉さん（1月9日、アキノリ）＊オムニバス作品
- せがれの嫁を風呂で無理矢理犯す鬼畜義父（1月10日、トータル・メディア・エージェンシー）＊オムニバス作品
- 家庭教師をしていたらすっかり大人びた、「いとこ」に誘惑されてセックス!（1月13日、MOODYZ）＊オムニバス作品
- ワケあり回春マッサージ13 ～カラダで稼ぐ人妻達～（1月17日、BAZOOKA）＊オムニバス作品
- ベロキスと乳首の擦り愛レズビアン 佐々木恋海・葵こはる（1月19日、ドグマ）
- パン線！透けパン！街撮り即交渉！！ 着衣デカ尻OLタイトスカートナンパ（1月23日、ディープス）＊オムニバス作品 全4名
- ナースさんは『多忙で欲求不満!』そんな噂を信じて入院したらすぐHできるかと思いきや、超事務的で冷たい態度のお堅いナースさんばかり・・・。しかしある時、美人ナースカップル・うぶナースカップル・美少女入院患者・巨乳女医カップルの秘密の院内レズ現場を発見!証拠の写メで脅すと最初は嫌がっていたクセにいざ始まると2人ともアソコはビショ濡れでレズカップルと3Pしちゃいました!（2月6日、Hunter）＊オムニバス作品 全8名
- 母親が超ドMだったとは！毎日毎日、口うるさい母親…。いい加減、我慢の限界が来たボクは逆ギレして母親の胸を思わず鷲掴み！！するとさっきまで怒っていた母親が豹変！？ボクの言うことをなんでも聞く超ドM女に…！！（2月6日、アパッチ）＊オムニバス作品 全6名
- わたし、エロいんです…ほんとうに 恋子24歳（2月7日、桃太郎映像出版）＊オムニバス作品 ※「恋子」名義
- 眼鏡ボイン18人 ナマハメ危機一髪（2月7日、桃太郎映像出版）＊オムニバス作品
- 欲求不満の人妻に勃起チ○ポを見せるとどうなる！？ 6（2月7日、OFFICE K’S）＊オムニバス作品 全6名
- 綺麗な顔してマン毛ボォーボォー（2月7日、桃太郎映像出版）＊オムニバス作品 全50名
- 先輩のミニスカむっちりフェロモンが逆セクハラすぎて困ってます（2月13日、アロマ企画）＊オムニバス作品
- スーパーアスリート VS サンドバック志願の男達！ 高下えりか・佐々木恋海（2月17日、セカンドフェイス）
- ムレたパンストで股間を挑発する美脚OL（2月20日、SOSORU）＊オムニバス作品
- ターゲットは巨乳看護婦さん ちびっこセクハラ痴漢隊 病院編（2月20日、ロケット）＊オムニバス作品
- 女子社員の腋に発情してしまった俺（2月20日、アキノリ）＊オムニバス作品
- ガテン系バイト初日でミス連発の僕。女先輩が母性本能をくすぐられスキだらけなチラ見せ作業着姿で無自覚に挑発してきて…（3月1日、プレステージ）＊オムニバス作品 全4名
- 人妻転落物語 佐々木恋海（3月1日、山と空）
- 目黒に実在する寝取らせエステの盗撮映像（3月1日、変態紳士倶楽部）＊オムニバス作品
- ガテン系バイト初日でミス連発の僕。女先輩が母性本能をくすぐられスキだらけなチラ見せ作業着姿で無自覚に挑発してきて…（3月1日、プレステージ）＊オムニバス作品 全4名
- 黒パンストSTYLE（3月6日、グローリークエスト）＊オムニバス作品
- カメラの前でおしっこする女 111人133発！（3月6日、グローリークエスト）＊オムニバス作品
- レズ専門メーカー LadyLady Lavieen 作品集4時間（3月6日、LADY×LADY）＊オムニバス作品
- スーパーの買い物帰りに突然の雷雨で我が家に雨宿りをしにきたママ友たち。 雨でびしょ濡れになり透けた服のママ友にドキッ！としてタジタジなボク。そんなボクの童貞魂を見抜き、服が乾くまでの間に面白がり誘惑してくるママ友にハメられてしまうボクは幸せ者でしょうか？ 2（3月6日、Hunter）＊オムニバス作品 全8名
- 素人娘おマンコおっぴろげコレクション 5（3月7日、OFFICE K’S）＊オムニバス作品
- 憧れのお姉さんと密着かくれんぼパンチラ（3月13日、アロマ企画）＊オムニバス作品 全6名
- 生中出しOK!?妊娠中の友達の嫁と旦那に隠れてこっそりヤッてしまった!? 2（3月14日、スクープ）＊オムニバス作品
- ママ友! 増刊号 ヤリ友の輪 2（3月20日、スターパラダイス）＊オムニバス作品
- 男子校生の甥っ子に欲求が抑えられない淫乱叔母の近親相姦 春日もな・西條るり・佐々木恋海（3月21日、TMA）＊オムニバス作品
- 悩殺快尻娘マーラティ（ドミネーション編・くすぐり拷問編・クリトリス責め編・凌辱編）佐々木恋海（3月28日、GIGA）
- 働くオンナ猟り vol.09（4月1日、プレステージ）＊オムニバス作品 全6名
- イイオンナの吸い付くような本気のフェラチオ 14人4時間（4月1日、蜜月）＊オムニバス作品
- 退去勧告先で不潔男に犯された女性職員、露出と複数チ●ポでドM快楽に堕ちる! 大槻ひびき・佐々木恋海（4月4日、ヤブサメ）＊オムニバス作品
- 時間よ止まれ! パート21（4月10日、V＆R PRODUCE）＊オムニバス作品 全12名
- そうだ。人妻と一泊二日の不倫旅行に出かけよう。（4月10日、タカラ映像）＊オムニバス作品 全4名
- 品格のあるキャビンアテンダントの美脚ガニ股研修 お客様のためにどんなときでも笑顔でパンスト脚を大胆に開くCAたちの鬼研修に完全密着（4月10日、ディープス）＊オムニバス作品
- 時間よ止まれ！ パート21 ～いつでもどこでもハレンチ天国～（4月10日、V＆Rプロダクツ）＊オムニバス作品 全12名
- COCOON anthology 2（4月10日、SILK LABO）＊オムニバス作品
- 高校を卒業して以来、進路が決まらずニートになって肩身の狭い生活を強いられているボクの唯一の楽しみは貧乳の母親を「眠剤」で眠らせ、母が家に連れて来るカワイくて巨乳の母友に「媚薬」を飲ませてヤッちゃう事です ※ただ媚薬の効果がスゴ過ぎて何度も何度も求められて正直困りました…。（4月10日、Hunter）＊オムニバス作品 全6名
- 「…あれ?もしかして、僕のチ●コ狙われてます…?」 シェアハウスに入ってみると、下着姿で歩き回る野生の肉食お姉さんだらけで男は僕1人!「ワケアリ」シェアハウスで犯され放題の僕（4月11日、プレステージ）＊オムニバス作品 全3名
- ちはる＆沙耶 襲われた女（4月11日、DID企画 MO-35）＊オムニバス作品 全4名
- ペニバン聖水リンチ 11 驚愕！！締め落としペニバンリンチ 高下えりか・佐々木恋海（4月13日、セカンドフェイス）
- 男の視線にムラムラしちゃうママたちの美尻タイトスカート三者面談（4月13日、MOODYZ）＊オムニバス作品
- 巨尻レズ団地妻 長瀬涼子・佐々木恋海（4月19日、レズれ！）
- 「隣りの患者の見舞いにきた美人妻の欲求不満なデカ尻に勃起チ○ポを擦りつけてこっそりヤる」 VOL.1（4月24日、DANDY）＊オムニバス作品
- 最悪だ！ 僕の部屋を勝手に掃除したお母さんに、隠していたAVが見つかってしまった！ しかも、お母さんは近所のママ友たちと勝手に僕のAVを鑑賞！あのいつも優しそうだった隣の若奥様の目が潤んでメスの目になって、僕の股間に手が！ 6（4月24日、Hunter）＊オムニバス作品 全9名
- 66歳老人患者の壮絶看護婦食い 佐々木恋海（4月25日、ながえスタイル）
- どんな女でもビショ濡れで股を開くスーパー媚薬 SEX好きのハゲオヤジが欲望の赴くままにエロい熟女達を媚薬レイプ 2（4月25日、グローバルメディアエンタテインメント）＊オムニバス作品 全4名
- 僕が童貞なのを知ってか知らずか、ノーブラで乳首ポッチになった胸をチラつかせてくる友達の母親。二人っきりになったのをいいことに僕の息子も可愛がってくれました。 2（4月25日、スクープ）＊オムニバス作品 全5名
- 素人SSSゲッター vol．53（5月1日、アートモード）＊オムニバス作品 全6名
- あ～やらしい! 43 絶世の精吸女 佐々木恋海（5月2日、S.P.C）
- 照れるほど見つめられる乳首責め 3（5月9日、ドリームチケット）＊オムニバス作品
- 熟ズボッ！挿れるときには、もうジュクジュク！股間したたる美熟女20人 PREMIUM BEST 4時間（5月9日、アテナ映像）＊オムニバス作品
- オナニーしている所をママ友達に見つかって慌てて止めた、中途半端で可愛そうだと人妻達の色気で面倒見てくれた（5月10日、SWITCH）＊オムニバス作品 全4名
- 「ちょっとそこまでだから･･･」と不用意にノーブラで出歩く巨乳妻は知らぬ間に男を誘惑して･･･ 2（5月13日、プレステージ）＊オムニバス作品
- 火照る躰を自ら慰める欲求不満な人妻のオナニー（5月13日、溜池ゴロー）＊オムニバス作品 全26名
- 20代の美乳妻が通う発狂媚薬エステ 6（5月15日、ピーターズ）＊オムニバス作品 全5名
- P-3 ザーメンマニア専門ビデオ -オール全裸-（5月16日、S.P.C）＊オムニバス作品 全8名
- 着衣ソープランド 椎名ゆな・佐々木恋海（6月1日、MOODYZ）
- 親友の下宿先に遊びに出かけたら、同棲中の彼女が両手ふさがった状態でSOS！慌てて駆けつけたところ…（6月3日、プレステージ）＊オムニバス作品 全4名
- レズ奴隷 Vol.10 驕心壊落・砕けちる知的で傲慢な女医のプライド 桜井あゆ・湊莉久・佐々木恋海（6月5日、ディープス）＊オムニバス作品
- 勃起不全を3回発射するまで回復させる回春エステ（6月5日、アイエナジー）＊オムニバス作品
- 欲求不満のシロート妻が大興奮 僕のセンズリ見てください!!（6月6日、ドッグイア）＊オムニバス作品 全10名
- むっちりフェロモン 佐々木恋海の反則すぎる肉体 ～抱き心地部門第1位記念作品5時間～（6月7日、桃太郎映像出版）
- 汚れなき人妻が汚されてしまった最初の強姦（6月13日、溜池ゴロー）＊オムニバス作品
- 素人お嬢さんが混浴露天風呂でヌルヌル泡泡ボディ洗い体験 2（6月19日、アイエナジー）＊オムニバス作品 全5名
- 「もう！お父様ったら！」息子の嫁に介護されてたらチ○コだけ元気になった俺。気付いた嫁は家族にバレないように勃起チ○コの上にまたがってきましたよ（6月19日、SWITCH）＊オムニバス作品
- 下乳全開!まさか着替えているなんて!　友達の家でドアを開けたら偶然、巨乳の姉が着替えていて下乳モロ見え!思わず見とれドアを閉めずに覗いていたら、今度は逆に僕の勃起がガン見され、からかいながらもヌイてくれた。（6月19日、Hunter）＊オムニバス作品 全6名
- 愛娘の貞操の危機！しかし相手は女性美人家庭教師!?目に入れても痛くないほどかわいい愛娘に、有名女子大学在学の家庭教師を雇ってみたら、とても清楚な美人でついムラムラしてしまい、こっそり勉強の様子を見てみたら娘に迫っていた！しかも娘はそんなレズビアン家庭教師にレズの快感を覚え始めている。このままじゃ娘は危ない！と先生と話し合おうとしたら…、つい襲っちゃいました。しかも、強引に犯すとチ○ポの虜になって一安心。（6月19日、Hunter）＊オムニバス作品
- 丸呑み! 9 ねっとり喉奥まで欲しいの 佐々木恋海（6月20日、S.P.C）
- ヒロインイメージファクトリー 21 マーラティ 佐々木恋海（6月20日、GIGA）＊イメージビデオ
- 佐々木恋海のプリケツとタイトミニがぐぅエロな理由（6月25日、アロマ企画）
- 黒人巨大マラ VS 佐々木恋海23歳（6月25日、グローバルメディアエンタテインメント）
- 催眠研究 -素顔 2-（6月30日、催眠研究所）＊オムニバス作品
- 若妻レズ～白昼妄想淫乱症～ 佐々木恋海・新山かえで（7月1日、U＆K）
- 女性社員24人に大逆襲！！左遷された先は女性社員24人の会社で男性社員は3人だけ！女性社員ばかりだから美味しい状況も色々あって勃起の日々！これはそのうち良い事あるかも！？と期待していたら全くの勘違い！周囲からの風当たりは強くお荷物扱い！仕事と言えば無意味なコピーに無意味な買い出し、無意味なデータ収集、それにお茶くみ…。とにかく扱いが酷い！！そんな状況に僕たちの我慢は遂に限界！ 出来る限り女性社員に復讐してやる！と誓った僕たちは、お茶に強力眠剤を入れて全員寝かせて、眼を覚ますまでおもいっきりスケベな悪戯しまくっちゃいました！さらに別の日、今度は媚薬入りのお茶を飲ませたら、オフィス全体でとんでもない大乱交になっちゃいました！！（7月1日、Hunter）全24名
- 姉妹トルコル風呂 軽井沢ラグジュアリー -SOAP- 美人姉妹のトルコル風呂烈伝 佐々木恋海・佐々木琴乃（7月7日、桃太郎映像出版）
- 慌てていてブラを着け忘れたノーブラニット女の胸に見とれていると… 2（7月10日、プレステージ）＊オムニバス作品
- 女子社員ばかりの部署で男は僕一人！黒パンストから透けたパンチラにギン勃ちしてる僕のチ○ポに気づいた先輩女子は仕事が手に付かなくなり、こっそり求めてきました（7月10日、SWITCH）＊オムニバス作品
- モテない僕を不憫に思った姉に「擦りつけるだけだよ」という約束で素股してもらっていたら互いに気持ち良すぎてマ○コはグッショリ！でヌルっと生挿入！「え！？入ってる？」でもどうにも止まらなくて中出し！ 5（7月10日、アイエナジー）＊オムニバス作品 全4名
- 娘の女友達と禁断の媚薬レズ!（7月10日、アパッチ）＊オムニバス作品
- 美肉感パンストフェチズム 佐々木恋海（7月15日、ジャネス）
- 私の前で愛しあいなさい 4時間12名全6話撮りおろしSP（7月19日、レズれ！）＊オムニバス作品 全12名
- 淫語レッスン 川上ゆう・佐々木恋海（7月19日、ドグマ）
- 甘えん坊のボクに浴びせられる優しい淫語 佐々木恋海（7月19日、Fetish Box）
- SOSORU厳選 働く素敵なお姉さんの顔面騎乗フェラチオ（7月24日、SOSORU）＊オムニバス作品 全15名
- 風船割ったら即アウト! 女子○生限定! 早着替えゲーム（7月24日、ATOM）＊オムニバス作品 全6名
- 佐々木恋海の接吻サロン《ベロリナーゼ別館》（7月25日、アロマ企画）
- 一人暮らしを始めた僕を訪ねて姉が上京。十年ぶりに同じ布団で寝るも、クーラーは故障…暑さと緊張で寝付けない僕に、寝返りを打った姉の汗だくおっぱいが顔面直撃！！（7月25日、スクープ）＊オムニバス作品 全4名
- お風呂や温泉でラブラブSEX 4時間（8月1日、蜜月）＊オムニバス作品
- 恋＆ちはる 襲われた女 佐々木恋海・藤月ちはる（8月5日、DID企画 MO-38）
- 激突き立ちBACK＆鬼フェラ DOPAMIX（8月7日、ミル）＊オムニバス作品 全10名
- 混浴温泉 ～秘湯秘部巡り～ 佐々木恋海（8月7日、グローリークエスト）
- まったく予想していなかった突然の童貞筆下ろし！男がぼくだけの温泉家族旅行が混浴露天風呂で僕は仮性包茎チ○ポを必死で隠したのに、母と妹の裸でまさかのフル勃起！それがまさかまさかの家庭内性教育に発展しちゃったんです。お父さん、子作り家族計画を狂わせちゃってゴメンなさい！（8月7日、アイエナジー）＊オムニバス作品 全6名
- 母親がズリネタになって童貞の息子にオナ指示一転筆おろし近親相姦（8月7日、ロケット）＊オムニバス作品
- その女、変態先汁マニア 佐々木恋海（8月8日、ワープエンタテインメント）
- 暴れん坊ザーメン（8月8日、ワープエンタテインメント）＊オムニバス作品 全10名
- HYPER DELICIOUS AWABI vol.12 痙攣する覆面の女 哀愁の蓮獄 佐倉美優・佐々木恋海（8月19日、ベイビーエンターテイメント）
- 紅蓮のアマゾネス EPISODE 06 ～華麗なる女豹、悪魔の微笑～ 狂乱幻想昇天地獄（8月19日、MOTHERS ENTERTAINMENT PICTURES）＊オムニバス作品
- むっちり美尻deタイトスカート 佐々木恋海（8月19日、Fetish Box）
- ほろ酔い若妻寝取り痴漢 旅行先の温泉旅館で旦那とハメを外して飲み過ぎた若妻を寝取り痴漢で感じさせろ！！（8月21日、アパッチ）＊オムニバス作品 全5名
- AJOI 究極の完全主観オナニーサポートDVD Aromatic Jerk Off Instruction（8月25日、アロマ企画）＊オムニバス作品
- 催眠研究 密室 2（8月31日、催眠研究所）＊オムニバス作品
- 催眠研究所記録映像集 vol.8（9月1日、催眠研究所）＊オムニバス作品
- かわいいボインの中出し乱交（9月1日、ZUKKON BAKKON）＊オムニバス作品 全4名
- 超★働くお姉さんのデカ尻についムラムラ… 8時間DX（9月5日、クリスタル映像）＊オムニバス作品 全16名
- 挑発タイトイズム BEST（9月7日、ミル）＊オムニバス作品
- 恋＆みずほ 襲われた女 佐々木恋海・山城みずほ（9月8日、DID企画 MO-40）
- 敏感すぎるド級しろうと娘。 11（9月10日、プレステージ）＊オムニバス作品 全5名
- 孤独のエロス 保坂えり・佐々木恋海・星乃はな（9月12日、V＆R）＊オムニバス作品
- 「ナマで入っちゃった!」オイル素股でチ○ポをマ○コに擦りつけてたら、気持ち良すぎて生挿入! 中出しセックスまでヤッちゃった風俗嬢たち 7（9月18日、グローリークエスト）＊オムニバス作品 全5名
- 美女と包茎 5 オール真性包茎しゃぶり（9月19日、S.P.C）＊オムニバス作品
- 寸止め焦らしで大暴発スペシャル VOL.5（9月19日、Fetish Box）＊オムニバス作品 全11名
- パンスト美脚責めフェチズム（9月25日、ジャネス）＊オムニバス作品 全7名
- 痴女お姉さんの凄いテクニック淫手コキ8時間スペシャル（9月25日、美）＊オムニバス作品 全44名
- せめて乳首を見るまでは…混浴露天風呂に入ったら女子大生グループと遭遇！で男はボク一人!!初めて混浴露天風呂に入ったら若々しい女子大生グル―プ（全員巨乳！）が入ってきて超ラッキーと思っていたのですが超ガードが堅くて何一つ見えません！明らかに僕を邪魔もの扱いしている雰囲気！でも、簡単には出てやりません！せめて乳首の一つでも拝んでから出ようと粘っていたら熱さのせいか徐々にガードがゆるみスキだらけになってくる女子大生たち…。 胸の谷間、お尻の割れ目、乳首、遂にオマ○コまで…。当然、何一つ見逃さない僕は勃起!!まずいと思い隠していたのですが隠しきれず女子大生たちにバレてしまい…（9月25日、Hunter）＊オムニバス作品 全8名
- 女性インストラクターが男性客を勃起させながら密着トレーニング またがりオマ○コジム（9月25日、ソフトオンデマンド）＊オムニバス作品
- 淫語オナニー中毒 3 4時間（10月1日、Fetish Box）＊オムニバス作品 全10名
- 深夜の飲み会帰り酔っぱらい女子をナンパ！ 2次会は僕らと盛り上がりませんか！？ 2（10月22日、プレステージ）＊オムニバス作品 全11名
- 恋夜 For You 第8章（10月22日、プレステージ）※「れん」名義
- 尻 THE BEST OF IRIS（10月30日、MARRION）＊オムニバス作品 全30名
- 眠るとパンティにシミが出来るほど欲求不満な女は、火が付いたらチ○ポを求めて自ら腰を振ってきた 佐々木恋海・二宮ナナ（11月7日、クリスタル映像）
- マジックミラーで11発 佐々木恋海・羽田希（11月7日、クリスタル映像）
- 清楚な感じの女教師の本音はメガチ○ポ好き！！ 同級生にチ○ポがデカイとイジメられていた僕を優しく助けるフリをして喉の奥までくわえ込んだ（11月8日、SWITCH）＊オムニバス作品
- 華麗なるパンストオナニー 3（11月15日、ジャネス）＊オムニバス作品 全7名
- 温泉宿やホテルでの濃厚＊濃密な秘密の情事 浴衣姿の色っぽいイイオンナ 16時間（11月19日、ROOKIE）＊オムニバス作品 全49名
- 淫語手コキで脳内快楽中枢を刺激せよ! 4時間SP（11月19日、Fetish Box）＊オムニバス作品
- 人妻性感マッサージ8時間DX 旦那の寝取り工作とは知らずに感じてしまった人妻10名（11月20日、スターパラダイス）＊オムニバス作品
- デカ尻素人OLナンパ 街角ブルマ試着 inマジックミラー便 新宿＆銀座編（11月20日、ディープス）＊オムニバス作品 全4名
- 白昼の情交 罪悪感を感じながらも快楽への期待で濡れてしまう人妻（11月25日、FAプロ）＊オムニバス作品 全4名
- 乱れる人妻 悶える熟女 選りすぐり22人 4時間スペシャル（11月28日、アテナ映像）＊オムニバス作品 全22名
- 都内某所の優良おっぱいパブでは、1日1時間限定で挿入OK！！との噂が！？このご時世に本当にそんなおっパブが存在するのか徹底検証！！（11月28日、スクープ）＊オムニバス作品 全6名
- 子供が幼稚園で一緒の美人ママ友達に『モデルしませんか?』と騙し取材！仕事に育児に追われ欲求が溜まった体は制御不能！先っぽだけの約束が中出しまでされ『えっ?』 5（11月28日、スクープ）＊オムニバス作品 全5名
- イイオンナが二本のチ○ポでイキまくる 6時間（12月1日、蜜月）＊オムニバス作品 全11名
- 美麗顔騎妻 佐々木恋海（12月1日、虎丸フェッチ）
- 狂おしいほどオナニーしたい 7（12月1日、Fetish Box）＊オムニバス作品
- ガマン汁が枯れるほどナマ殺されて… 佐々木恋海（12月5日、Waap）
- 一度はやりたい女子大近くの銭湯の番台（12月6日、ソフトオンデマンド）＊オムニバス作品 全5名
- ネトラセーゼ 親父に妻を寝盗らせる話し 佐々木恋海（12月11日、タカラ映像/寝盗会）
- 家庭教師が童貞の教え子1●才の子供を妊娠 禁断の快楽に溺れるショタコン家庭教師 ダブルキャストSP 浜崎真緒・佐々木恋海（12月12日、V＆R）
- 鬼フェラ地獄 19 新山かえで・佐々木恋海（12月12日、レアル・ワークス）
- 素人ナンパ!!とりあえず素股までが間違えてチ●ポがズボリッ!! Part3（12月12日、S級素人）＊オムニバス作品
- 素人水着オーディション 芸能スカウトのふりしてナンパ連れ込み 羞恥撮影でマイクロビキニびしょびしょ娘続出！！（12月12日、ナンパHEAVEN）＊オムニバス作品 全10名
- レズれ! はじめての年間ベスト 女と女の本気イキ総集編 8時間SP（12月19日、レズれ！）＊オムニバス作品
- エロ唇(びる)スロート 4（12月19日、OFFICE K’S）＊オムニバス作品
- 強要×誘惑×従属 悶絶オフィス8時間 パワハラに屈する男とセクハラに濡れる女たち30名（12月19日、クリスタル映像）＊オムニバス作品
- 受身手コキの快楽 痴女たちのチ○ポ遊びSPECIAL 4時間 VOL.2（12月19日、Fetish Box）＊オムニバス作品 全14名
- 乳首に触れただけでイクほど感じる美巨乳人妻と…おじさんぽ 02 AVよりエロいエッチ見たくない？ぽってり唇が魅力の美人妻と下町探索お散歩デート。おじさんに足を絡めて中出しさせる奥さんの敏感反応がヤバい！（12月25日、ビッグモーカル）※「恋海」名義
- イカせてあ・げ・な・い 焦らしプレイSP 4時間（12月25日、ジャネス）＊オムニバス作品 全10名
- 貞操を破ってしまった･･･ 不貞の妻 佐々木恋海（12月25日、ながえスタイル）
- 生中出しOK！？妊娠中の友達の嫁と旦那に隠れてこっそりヤッてしまった！？ 3（12月26日、スクープ）＊オムニバス作品

2015年
- 竿・金玉・アナルの究極3点同時責め！下半身3点責め Vol.3（1月3日、OFFICE K’S）＊オムニバス作品
- ゴールデンタイム! おっぱい乱交（1月7日、ゴールデンタイム）＊オムニバス作品 全4名
- レズビアンランジェリーモデル（1月7日、ビビアン）＊オムニバス作品 全6名
- 近所のママさんに悪ガキ共の性的興味がエスカレート!子供の悪戯に大人女のカラダが感じ出したもんで、スキを見てピンコ勃ちチ○コ入れちゃったぞ!（1月8日、SWITCH）＊オムニバス作品
- ワイセツな美脚で抜かれたい 4時間（1月19日、Fetish Box）＊オムニバス作品 全10名
- ハメ狂い濡れマ○コ ドスケベな女たちが一心不乱にイキまくる絶頂SEX（1月19日、Fetish Box）＊オムニバス作品 全14名
- マン汁中毒レズビアン 3（1月21日、OFFICE K’S）＊オムニバス作品
- パンストLEGフェラ（1月21日、OFFICE K’S）＊オムニバス作品
- JKパンチラ階段尾行（1月21日、虎堂）＊オムニバス作品 全4名
- 熟女 人妻 BEST 25人4時間 そんなに見られたら…濡れちゃう（1月23日、アテナ映像）＊オムニバス作品
- 働くオンナは美しい。キレイなお姉さん好きですか？お姉さまクロニクルBEST8時間（1月23日、ONE DA FULL）＊オムニバス作品
- 淫語フェラBEST Vol.4（2月1日、Fetish Box）＊オムニバス作品
- 鉄板 BEST HITS（2月1日、TEPPAN）＊オムニバス作品
- 満員バスでむっちり尻が密着してきたんで、勃起チ〇コがミニスカートめくり上げて、こりゃもうハメるしかない!（2月5日、SWITCH）＊オムニバス作品
- 息子を溺愛するお母さんラップ1枚隔てて息子さんと素股体験してみませんか？（2月5日、アイエナジー）＊オムニバス作品 全5名
- 「わざと当ててる！？」巨乳を押しつけて誘惑してくる積極的女子たち（2月6日、OFFICE K’S）＊オムニバス作品
- 私、本名でセックスしてました。 佐々木恋海（2月6日、無名時代）
- 俺たちの夢 SEX1000人アンケート断トツ1位! 憧れ二輪車マンコ（2月7日、桃太郎映像出版）＊オムニバス作品 全18名
- えげつないほど下品なフェラチオ 4時間（2月13日、レアル・ワークス）＊オムニバス作品 全6名
- あ～もう我慢できませ～ん！ 暴発・早漏・ハプニング発射集 vol.2（2月20日、S.P.C）＊オムニバス作品
- じっくりと接写撮影した勃起乳首 2（2月20日、OFFICE K’S）＊オムニバス作品
- ここまでヤッてる！！ とあるAVマニアのハメ撮り記録 240分（2月25日、スターパラダイス）＊オムニバス作品 全9名
- 卑猥に絶句、果て無き性欲の虜。 佐々木恋海（3月1日、TEPPAN）
- 肉感むちむちタイトスカート DELUXE 4時間（3月1日、Fetish Box）＊オムニバス作品 全6名
- 働く美女が職場の同僚と2人っきり！ラップ1枚隔てて同じオフィスで働く同僚と素股体験してみませんか？（3月5日、アイエナジー）＊オムニバス作品 全5名
- 「ママには秘密だよ♥」近所のママ友たちに女のカラダを教えてもらい、思春期の僕のチ○コは破裂しそうです（3月5日、SWITCH）＊オムニバス作品 全4名
- 痴女る女と犯ラレル男とそれを傍観する俺ら 佐々木恋海（3月6日、ワープエンタテインメント）
- 事件を追う女 芦名ユリア・佐々木恋海（3月12日、タカラ映像）
- カルチャースクール帰りの人妻尾行野外レイプ（3月13日、青空ソフト）＊オムニバス作品
- 41人の欲しがりおま○こ 自画撮りオナニー 「私と一緒にイッてねっ」 8時間 総集編（3月15日、プリモ）＊オムニバス作品
- ヤレるキレイな奥さん紹介します。8時間DX 都内で見つけた素人若妻16名（3月25日、スターパラダイス）＊オムニバス作品
- 美脚パンストマニアックス 極上の悩殺ストッキング Vol.2（4月1日、Fetish Box）＊オムニバス作品 全14名
- 宿泊中は24時間いつでも即ハメ対応致します 半裸温泉 ハメ屋旅館（4月9日、ソフトオンデマンド）＊オムニバス作品
- 一般男女モニタリングAV 温泉街で別々に声を掛けた巨乳な奥様と体育会系（アスリート）男子大学生が初対面で混浴温泉に二人っきり！すぐに勃っちゃうガッチガチ筋肉若ち○ぽを目の前にするとフニャチン旦那とのご無沙汰性生活で欲求不満な人妻はタマらず浮気SEXしてしまうのか！？in箱根温泉（4月9日、ディープス）＊オムニバス作品 全4名
- 女子大生露天風呂レイプ 佐々木恋海・千乃あずみ・仁奈るあ（4月10日、トータル・メディア・エージェンシー）＊オムニバス作品
- 乱交でレズれ!（4月19日、レズれ！）＊オムニバス作品 全12名
- 鉄板フェラチオBEST Vol.2（4月19日、TEPPAN）＊オムニバス作品 全24名
- 「お父さん 娘にチ○コ硬くしちゃダメでしょ！」再婚した妻の娘達とウハウハ同居生活。家では無防備なノーブラとパンチラに勃起してたら、そっと握ってはなさない！（4月23日、SWITCH）＊オムニバス作品 全4名
- 気持ちよすぎて止まらない…女子校生自画撮り指入れオナニー（4月24日、トータル・メディア・エージェンシー）＊オムニバス作品 全24名
- 痴女QUEEN 佐々木恋海 BEST 4時間（4月25日、ジャネス）
- 黒パンスト×タイトスカート エロチシズムⅤ（4月25日、アロマ企画）＊オムニバス作品
- 鉄板 超イカセ SUPER BEST（5月1日、TEPPAN）＊オムニバス作品
- 高級エステサロンで感じまくる欲求不満淑女（5月7日、ゴールデンタイム）＊オムニバス作品 全5名
- オナニーまみれ 巨乳オナニー美少女オナニー美女オナニー潮吹きオナニー失禁オナニー悶絶オナニー痙攣オナニー絶頂オナニー（5月8日、テクノブレイク）＊オムニバス作品
- 一人暮らしの僕の家に泊まりに来たママと叔母。隣で寝ているのが身内でもムラムラして叔母のお尻にチ○ポ当てたら気持ちいい！叔母もヤル気になってエッチしてたら、ママも気づいて興奮しちゃったみたいです。（5月9日、SWITCH）＊オムニバス作品
- 痴漢相談所痴漢 ～繰り返される痴漢行為～ 巨乳被害者ver.（5月9日、アパッチ）＊オムニバス作品 全6名
- 一人暮らしの僕の家に泊まりに来たママと叔母。隣で寝ているのが身内でもムラムラして叔母のお尻にチ○ポ当てたら気持ちいい！叔母もヤル気になってエッチしてたら、ママも気づいて興奮しちゃったみたいです。（5月9日、SWITCH）＊オムニバス作品
- 突き出したら止まらない 見せつけピストン騎乗位（5月13日、アロマ企画）＊オムニバス作品 全6名
- 人妻を自宅に連れ込みガチSEX!→好き放題ヤリまくり→ダマでAV販売 8時間DX（5月20日、スターパラダイス）＊オムニバス作品 全8名
- 糸引くほどの濃厚で濃密な接吻に溺れる若妻たち あなた、ごめんなさい･･･背徳の情交3本立て 佐々木恋海・浜崎真緒・橘メアリー（5月21日、ヒビノ）＊オムニバス作品
- レイプが合法になった世界 2～公衆の面前でチ◯ポ挿れっぱなし!犯りたいと思った瞬間に即ハメ！白昼堂々強制子作り!!（5月21日、ディープス）＊オムニバス作品
- 9人もいるボクのお姉ちゃんは全員裸族なんです！しかも巨乳なんです！男はボク1人で9人のお姉ちゃんがいるのですが全員が裸族で家ではパンイチ状態で過ごしていて困っています。更に困った事に全員巨乳なんです！ 一緒に生活するには無理があるんです。（6月6日、Hunter）＊オムニバス作品
- マセガキ供がボインだらけの女湯に子供だからとマンマと入り、大人女のカラダにイタズラ三昧、油断してたらガキピン勃ちチ○コを入れてきた（6月6日、SWITCH）＊オムニバス作品 全4名
- ドグマ2014下半期作品集（6月19日、ドグマ）＊オムニバス作品 全40タイトル
- 生足美脚レズビアン（6月19日、OFFICE K’S）＊オムニバス作品 全8名
- ザーメンマニアが選んだ発射とごっくんベスト20 Vol.5（6月19日、S.P.C）＊オムニバス作品
- 意識朦朧 激ハードピストンSEX（6月19日、TEPPAN）＊オムニバス作品
- どこに触れてもイクほど感じる美人妻達と･･･ おじさんぽ 4時間BEST（6月25日、ビッグモーカル）＊オムニバス作品 全4名
- ボディコン姿で挑発され、チ○ポまで陵辱されちゃった僕。（6月25日、アロマ企画）＊オムニバス作品
- 【実写版】監獄戦艦～要塞都市の洗脳改造～ 大場ゆい・倉多まお・佐々木恋海（6月26日、ZIZ）
- 童貞の僕が一人暮らしの部屋に清掃業者を呼んだら、まさかの巨乳女。熱心にカラダを動かし、仕事をしている彼女は汗びっしょり。汗染みで胸の形が更に強調されたTシャツには乳首のプレゼントまで。 2（6月26日、スクープ）＊オムニバス作品 全4名
- 勃起以上＠射精未満でたっぷり肉棒を焦らしてハメ狂う痴女 4時間（7月1日、Fetish Box）＊オムニバス作品 全10名
- 旅行先で酔ったお姉ちゃんの浴衣がはだけてノーブラ巨乳が丸見え状態! ガン見してたら当然勃起! ボクの異変に気付いたお姉ちゃんが豹変して…（7月7日、ゴールデンタイム）＊オムニバス作品 全6名
- 佐々木恋海 PLATINUM SELECTION（7月10日、トータル・メディア・エージェンシー）
- 「即挿入対応」AV苦情受付センター ピンクの窓口 2（7月10日、プレステージ）＊オムニバス作品
- 滋養強壮ドリンクと称した媚薬のチラシをマンションに投函!連絡をしてきた若妻に試飲させたら突然発情してパンツを濡らしチ●ポにむしゃぶりついてきたのでそのまま頂きました!!3（7月17日、スクープ）＊オムニバス作品
- 加速するグラインド 極上の騎乗位（7月19日、TEPPAN）＊オムニバス作品 全50名
- 鉄板 イクまで終わらない!! 激オナニー（7月19日、TEPPAN）＊オムニバス作品
- 男性用下着訪問販売員のおばさん（7月20日、スターパラダイス）＊オムニバス作品 全7名
- 彼女が寝ている隙に女友達に誘惑されて…極エロ背徳 SEX 佐々木恋海・桜いちか（7月20日、スターパラダイス）
- 新婚3日目の大人気AV女優「佐々木恋海」を現場終わりに持ち帰り（7月21日、プレステージ）
- 「制服・下着・全裸」でおもてなし またがりオマ○コ航空 5 メガち○ぽ黒人編（7月23日、ソフトオンデマンド）＊オムニバス作品
- 【マジです】秒速でヌケるほどシコる右手が止まらない。可憐でスケベ過ぎる美少女が淫語連発で優しく苛めてくれる4時間12人（7月25日、ビッグモーカル）＊オムニバス作品
- あの娘のドキュメント AV女優 佐々木恋海のすべて（7月25日、ハマジム）
- ビッグモーカル プレミアム 極 人妻編（7月25日、ビッグモーカル）＊オムニバス作品
- 汁呑み熟女 粘着スイートルーム 佐々木恋海（8月1日、ワープエンタテインメント）
- 美脚パンストマニアックス 極上の悩殺ストッキング 4時間 Vol.3（8月1日、Fetish Box）＊オムニバス作品 全14名
- COCOON anthology 5（8月6日、SILK LABO）＊オムニバス作品
- レズクンニリングス 5（8月7日、OFFICE K'S）＊オムニバス作品
- 本気で何度もイキまくるディルドオナニー VOL.6（8月7日、OFFICE K'S）＊オムニバス作品
- 高速ピストンハードボイルドフェラ（8月7日、OFFICE K’S）＊オムニバス作品
- 巨乳密着ビキニオイルエステ ヌキ無しの人気メンズエステ店で行われた淫行現場を隠し撮り（8月7日、お夜食カンパニー）＊オムニバス作品 全5名
- 旦那に黙って他の男と愛し合う不倫16時間（8月19日、ROOKIE）＊オムニバス作品
- 淫猥美女顔射（8月20日、SOSORU）＊オムニバス作品 全10名
- おまんこ身体測定（8月21日、OFFICE K’S）＊オムニバス作品 全8名
- 汚いアパートで人妻とヤリまくり 8時間（8月28日、なでしこ）＊オムニバス作品
- 人妻ヘルスで騎乗位素股をしていたら、スケベな奥様から衝撃発言…「もうダメ…このまま挿れてもいいですか?」まさかの生ハメ本番でたっぷり中出ししちゃいました… part.3（8月28日、GIGOLO）＊オムニバス作品 全3名
- 恋＆澪 襲われた女 佐々木恋海・藤本澪（8月28日、DID企画 MO-53）
- 潜入!! うわさの回春マッサージ Part2（8月31日、アットワンコミュニケーション）＊オムニバス作品
- 激ピストンでのけぞる絶頂SEX（9月1日、TEPPAN）＊オムニバス作品
- もう風俗に行くな。たった二回の指名で風俗嬢をセフレにする方法。～セックスで読み解く孫子の兵法～ 紺野ひかる・香山美桜・佐々木恋海（9月4日、ビッグモーカル）※「AV OPEN 2015」企画部門エントリー作品 ＊オムニバス作品
- 女子校生のおま♥こおっぴろげ喫茶（9月4日、OFFICE K’S）※「AV OPEN 2015」マニア／フェチ部門エントリー作品
- 勃ちっぱなしな早漏クンとニヤけっぱなしのビッチ魔女 4じかん。（9月4日、ワープエンタテインメント）＊オムニバス作品 全9名
- あなた、見ないで… 夫の目の前で接吻されて 肉欲に堕ちた若妻 佐々木恋海・松井優子・大見はるか（9月10日、ヒビノ）＊オムニバス作品
- 「生でいいから挿れて！お願い！先っちょだけでもいいから…」突然出来たお姉ちゃんは僕を狙っている！イヤ、僕のチ○コを狙っている！だってヤリマン女子校出身だから…。父親が再婚して突然、お姉ちゃんが出来た！（9月10日、Hunter）＊オムニバス作品
- ノーブラ乳房 こすりつけ発射!（9月13日、アロマ企画）＊オムニバス作品
- 汗に輝く美巨尻 激烈性交（9月19日、TEPPAN）＊オムニバス作品
- ハァハァ～ジョギング中すみません! お姉さんの蒸れたオマ○コ見せて下さい!!（9月20日、スターパラダイス）＊オムニバス作品 全6名
- お義母さんはムチ尻元バレー選手 佐々木恋海（9月20日、スターパラダイス）
- イヤらしいムチムチボディーの働くお姉さんが誘惑する濃厚肉感（9月24日、SOSORU）＊オムニバス作品 全9名
- 突然できた年下の母と素股！？父の再婚相手が僕より年下。義母は頑張って僕と打ち解けようと、引きこもりの僕の部屋を掃除したり甘えさせてくれたり、色々励ましてくれる。でも巨乳が魅力的すぎてすぐに勃起してしまう日々… 2（9月24日、Hunter）＊オムニバス作品 全6名
- 老人とのいやらしすぎるセックス 物凄い舐めに喚起する女たち 佐々木恋海・樹花凜（9月25日、ながえスタイル）
- しゃぶる!咥える!舐める!吸い付く!しゃくる! フェラチオ中毒DVD Ⅱ チ●ポ大好きド助平フェラチスト 20人（9月25日、レアル・ワークス）＊オムニバス作品
- キレイ過ぎる良妻、外ではオンナ。 PREMIUM BEST 8時間（9月25日、ONE DA FULL）＊オムニバス作品 全9名
- 痴女だらけとボク1人BEST 天国or地獄のハーレムプレイ4時間（9月25日、痴女ヘブン）＊オムニバス作品 全35名
- ねっとりした指使いで亀頭と裏スジをまったりとマサぐる絶対シゴいてくれないスロー手コキ 4じかん。（10月2日、ワープエンタテインメント）＊オムニバス作品
- 下着メーカーに就職したら男は僕1人でまわりは欲求不満の女性社員だらけ!やっと就職できた先は美人社員ばかりの下着メーカー!男は僕1人!下っ端なので毎日こき使われてヘトヘトだけど・・・いいんです!なぜかって・・・?女性社員がモデルも兼ねているので下着姿を生で見放題!商品チェックでは胸やお尻も触り放題!そんなことをしていたらみんなの前で勃起もしてしまいます・・・。でも会社にたったひとつのチ○ポなので、みんなムラムラして怒るどころか痴女化していくんです!! 2（10月22日、Hunter）＊オムニバス作品 全9名
- 潮噴き! 痙攣! 絶叫! 極イカセ（11月1日、TEPPAN）＊オムニバス作品
- おっぱいがいっぱい！あっちでフェラチオ、こっちで顔射！そっちでパイズリ、僕は中出し！極上ハーレム大乱交300分スペシャル（11月7日、ゴールデンタイム）＊オムニバス作品 全19名
- グラマラスワイフ Gカップ れみさん 31歳 元ミスキャンパス 佐々木恋海（11月8日、ムチムッチ／妄想族）
- 綺麗でエロいお姉さんは好きですか? れみ（11月8日、ケー・トライブ）＊「れみ」名義
- 佐々木恋海のエロすぎるフェロモンに惑わされちゃった僕たち。 佐々木恋海 AROMA BEST SELECTION（11月25日、アロマ企画）
- 尻穴舐め手コキ 2（11月30日、虎丸フェッチ）＊オムニバス作品 全30名
- ワープエンタテインメント 2015年下半期特別総集編 4時間（12月4日、ワープエンタテインメント）＊オムニバス作品
- 夢の爆乳サンドウィッチ（12月7日、桃太郎映像出版）＊オムニバス作品
- ナマナカ巨乳妻 ～旦那は触ってくれないもてあましオッパイ～（12月7日、桃太郎映像出版）＊オムニバス作品 全11名
- 体液女王 佐々木恋海（12月18日、OFFICE K’S）
- 爆尻ヒップスター デカ尻マニアCOLLECTION 4時間（12月19日、Fetish Box）＊オムニバス作品 全12名
- レズれ! 2015年間プレミアムベスト 女と女のイカセ合い10時間SP（12月19日、レズれ！）＊オムニバス作品 全51名
- いつも身なりをちゃんとしている若妻でも早朝だけはガードが甘い!早朝ゴミ捨てにやって来る若妻の白ジャージから見える透けパンツに勃起!ふと振り向いたらとんでもない勃起チ○ポが視界に入ってきた若妻は・・・（12月24日、Hunter）＊オムニバス作品 全6名
- 変態口淫フェラチオ 飢えた私のクチマ○コでギンギンの肉棒をしゃぶらせて! 4時間スペシャル（12月25日、痴ロモン）＊オムニバス作品 全15名

2016年
- TEPPAN未収録 滑らかで激しい極上手こき（1月1日、TEPPAN）＊オムニバス作品 全23名
- 101発射! 特濃ザーメンS.P.C総集編 2015（1月1日、S.P.C）＊オムニバス作品
- エロ尻熟女BEST エロいお尻の熟女を味わい尽くす240分（1月13日、アロマ企画）＊オムニバス作品
- 高速ピストンで快感に腰砕け性交! （1月19日、TEPPAN）＊オムニバス作品 全28名
- SNSで知り合ったご近所の美人ママ友を頂いちゃいました 2 10名（1月20日、スターパラダイス）＊オムニバス作品 全10名
- レイプ犯は身近な存在 白昼の悲劇！終わりなき性犯罪の無限連鎖（1月25日、グローバルメディアエンタテインメント）＊オムニバス作品 全20名
- 続・時間よ止まれ！総集編（2月12日、V＆R）＊オムニバス作品 全32名
- 鬼フェラ地獄ベスト3 最強フェラ軍団ノンストップフェラスペシャル（2月12日、レアル・ワークス）＊オムニバス作品
- レズれ！厳選BEST8時間 真咲南朋監督が12作品から選んだエロシーン全てお見せします！（2月19日、レズれ！）＊オムニバス作品 全24名
- 鉄板 BEST HITS 2015（2月19日、TEPPAN）＊オムニバス作品 全40名
- 野外露出白書10名5時間DX（3月4日、ヤブサメ）＊オムニバス作品
- 挑発パンチラ～ヌケる表情とヌケるチラリズム～ BEST Ⅳ（3月13日、アロマ企画）＊オムニバス作品 全14名
- 拘束汗だくイカセ性交（3月19日、TEPPAN）＊オムニバス作品 全30名
- ちんちんクリクリ 痴女お姉さんが射精管理してあげるっ！ 気持ち良すぎる絶頂チ○コ責め8時間（3月19日、ROOKIE）＊オムニバス作品 全70名
- 鉄板 BEST OF BEST フェラチオ 50名（3月19日、TEPPAN）＊オムニバス作品
- 絶対コレやってみたい！ドキドキするくらい美人なお姉さんにエッチな言葉をいっぱい言われながら優しくねっとり手コキで鬼射精（3月20日、未来）＊オムニバス作品 全7名
- 巨乳女子風呂 ムッチムチのたわわ巨乳女子大集合（3月28日、ケー・トライブ）＊オムニバス作品
- 巨乳むっちり人妻と連続セックス 10人8時間（3月28日、マザー）＊オムニバス作品
- 80名 トロけるような恍惚の表情 クンニ激昇天（4月1日、TEPPAN）＊オムニバス作品
- 純真人妻プレミアム あの超S級他人妻とヤリたくて（4月7日、桃太郎映像出版）＊オムニバス作品 全10名
- 清楚な顔して中出し狂いの淫らな凄テク美巨乳女たち（4月8日、V＆R PRODUCE）＊オムニバス作品 全12名
- 牝獣淫画 ベロ接吻ど猥褻レズ狂い!!（4月13日、U＆K）＊オムニバス作品 全17名
- 鉄板 BEST OF BEST オナニー 50名（4月19日、TEPPAN）＊オムニバス作品
- 美少女30人 いやらしいフェラチオ 2 4時間（4月24日、ケー・トライブ）＊オムニバス作品
- 美少女の肉ビラぷるぷる発情オナニー 4時間 VOL.2（4月25日、痴ロモン）＊オムニバス作品 全15名
- 全国ご当地人妻温泉ハメくらべの旅 ～しっぽりずっぽし美女中出し～（5月7日、桃太郎映像出版）＊オムニバス作品
- 幸薄い美人妻のドロドロSEX いつも儚げなあの人が、メスのような雄叫びをあげている…（5月7日、桃太郎映像出版）＊オムニバス作品
- 絶頂！拘束・調教レズビアン 人気女優16人が本気で愛し合いアクメする5時間SP（5月19日、レズれ!）＊オムニバス作品
- 義兄に･･･ 叔父に･･･ 介護師に･･･ ヤラれる妻  あの肉棒が忘れられない妻たち（5月27日、ながえスタイル）＊オムニバス作品
- ノーパンパンスト淫語オナニーすぺしゃる 4時間（6月13日、痴ロモン）＊オムニバス作品 全12名
- 超巨根性交 デカチンに魅せられる女達 2（6月19日、TEPPAN）＊オムニバス作品
- 根っからのち○ぽ好き 尺八大好きまったり、じっくり、ねっとりフェラ×24人（6月24日、ケイ・エム・プロデュース）＊オムニバス作品
- 痴女だらけとボク1人BEST パートII 天国or地獄のハーレムプレイ4時間（6月25日、痴女ヘブン）＊オムニバス作品 全64名
- むっちり巨乳人妻10人 肉体愛撫＆フェラ顔射 人妻と二人きりの密室淫行（6月26日、ムチムッチ／妄想族）＊オムニバス作品
- BEST OF 痴女る女と犯ラレル男とそれを傍観する俺ら（7月1日、ワープエンタテインメント）＊オムニバス作品 全4名
- 射精するトコロ見せて…。女が責めるフェラ＆手コキ 30発射（7月1日、TEPPAN）＊オムニバス作品
- 山と空 総集編 vol.003 10名5時間（7月7日、山と空）＊オムニバス作品
- 【胸糞注意】 ベロちゅう ワキ舐め ドリルアナル舐め 唾液まみれで溺れそう でも終わらないヨダレ愛撫から逃げられない女たち もうやめてください（7月7日、桃太郎映像出版）＊オムニバス作品
- 『美少女イキ狂い観察』 身動きとれない状態でイカされ続け、理性が壊れた乙女たち（7月7日、桃太郎映像出版）＊オムニバス作品 全30名
- 尻コキ THE BEST OF IRIS（7月10日、MARRION）＊オムニバス作品 全16名
- ネトラセーゼ 8時間 僕の妻をヤリチンどもに寝盗らせた（7月14日、タカラ映像）＊オムニバス作品
- レズれ！祝3周年記念 「巨乳・巨尻レズ団地妻」ベスト 10時間スペシャル！（7月19日、レズれ!）＊オムニバス作品
- 池下育子 presents オーガズムを叶えるセックス（7月30日、SODクリエイト）＊オムニバス作品
- オンナの射精！潮噴き激昇天性交 2（8月1日、TEPPAN）＊オムニバス作品 全24名
- イキ狂う尻肉ぶるるんSEX 揺れまくる迫力の肉弾ヒップ（8月15日、ジャネス）＊オムニバス作品 全7名
- 完全主観フェラチオ いやらしい女たち 高画質4時間15名（8月19日、クリスタル映像）＊オムニバス作品
- 甘えん坊のボクに浴びせられる優しい淫語 DX 4時間 Vol.3（9月1日、Fetish Box）＊オムニバス作品 全8名
- スチュワーデスin… 3（脅迫スイートルーム） 朝まで密室調教性交×8発 4時間（9月2日、ドリームチケット）＊オムニバス作品
- エロすぎる勝負下着で男を興奮させるフェロモン人妻 妖艶むさぼりSEX4時間（9月7日、桃太郎映像出版）＊オムニバス作品 全10名
- キモ男優〈安大吉〉のくっさい唾で顔もカラダもぬっちゃぬちゃ。沸き立つ汚臭と猿公チンポで悶絶美女9人（9月7日、桃太郎映像出版）＊オムニバス作品
- 巨乳むっちり人妻10人連続セックス 8時間（9月18日、ムチムッチ／妄想族）＊オムニバス作品
- 美人妻アスリート（9月20日、スターパラダイス）＊オムニバス作品
- SEX by HMJM 16 ハマジムベスト16 6時間（9月24日、ハマジム）＊オムニバス作品
- ぶっかけ顔射 40発（10月1日、TEPPAN）＊オムニバス作品
- COCOON complete works 月野帯人 2（10月6日、SILK LABO）＊オムニバス作品
- おくちマ●コに愛ある生中出し 5時間51人 唾液まみれで極太しゃぶる濃厚フェラチオセレクション（10月7日、桃太郎映像出版）＊オムニバス作品
- 鮮烈デビュー映像！早熟美少女、初撮りダブルちんぽ抜き挿しセックス4時間 前から後ろからアクメでトリップ寸前（10月7日、桃太郎映像出版）＊オムニバス作品 全15名
- 美熟女のしっぽり生搾り手コキ 4時間（10月30日、ジャネス）＊オムニバス作品 全12名
- 足腰ガクガク！！ ハードピストン立ちバック 2（11月1日、TEPPAN）＊オムニバス作品 全50名
- 騎乗位 びしょびしょに濡れているうえに吸い付きバツグンのいそぎんちゃくマ○コ NO CUT 4時間 100人超（11月7日、桃太郎映像出版）＊オムニバス作品
- ミニスカむちむち株式会社（11月13日、アロマ企画）＊オムニバス作品 全12名
- ジョギング中のお姉さんナンパ（11月20日、スターパラダイス）＊オムニバス作品 全10名
- 金玉に吸い付き、亀頭をベロで愛撫し、根元からち○ぽをしゃくり上げる！ フェラチオ中毒の女×20人 240分（11月25日、ケイ・エム・プロデュース）＊オムニバス作品
- 尻に、胸キュン。けしからん爆尻 ぶるんぶるんと波打つ暴れん坊な尻に誘われるままナマ挿入中出し 8人4時間!（11月25日、ビッグモーカル）＊オムニバス作品
- 最強の美尻プレッシャーがM男を襲うメガトン顔面騎乗 4時間（11月27日、未来）＊オムニバス作品 全12名
- 見つめながら俺のデカチンシャブってください。（12月1日、TEPPAN）＊オムニバス作品 全35名
- BAZOOKA可愛い子限定美巨乳30人240min limited edition（12月9日、BAZOOKA）＊オムニバス作品
- 超厳選!! 顔だけでもヌケる美女の巨乳が揺れるSEX4時間（12月10日、ホットエンターテイメント）＊オムニバス作品 全12名
- 「ナマで入っちゃった!」オイル素股でチ○ポをマ○コに擦り付けてたら思わずフル勃起からの生挿入! 本番禁止のはずがナマ中出しまで許しちゃったドスケベデリ嬢 BEST VOL.1（12月15日、グローリークエスト）＊オムニバス作品 全20名
- 揺れまくる迫力のデカ尻セックス8時間!!（12月16日、クリスタル映像）＊オムニバス作品
- デカ尻むっちり人妻連続20人尻突きセックス 2 8時間（12月18日、ムチムッチ／妄想族）＊オムニバス作品 全20名
- ミニスカ痴女連合! ち○ぽSOS!! （12月25日、アロマ企画）＊オムニバス作品 全13名
- 一度見てみて、アロマのフェチ！見れば見つかる意外なマニア心!! 厳選アロマベスト20 お姉さんVol.1（12月25日、アロマ企画）＊オムニバス作品

2017年
- 睾丸いぢり（1月13日、アロマ企画）＊オムニバス作品
- ウエスト60cm以下バストE-cup以上スレンダー巨乳限定 汗だく激性交集（1月19日、TEPPAN）＊オムニバス作品 全30名
- 濃厚×変態的 レズキスベスト（1月19日、ドグマ）＊オムニバス作品
- 濃厚べろキス美女ヨダレまみれ淫交（1月20日、UPSON）＊オムニバス作品 全10名
- 【極楽悶絶スケベ椅子】そろそろ最高にエロいコンビを決めようか［焦らしプレイ総集編］（1月25日、アロマ企画）＊オムニバス作品
- ながえ厳選! 老人好きの女たち ロマン映像（2月13日、ながえスタイル）＊オムニバス作品
- グローバルメディア 熟女・人妻レイプ 100人8時間（3月10日、ケイ・エム・プロデュース）＊オムニバス作品
- 腿コキが手コキの100倍気持ちいい説（3月13日、アロマ企画）＊オムニバス作品 全11名
- ねじ伏せる圧倒的征服感 寝バック65名（4月19日、TEPPAN）＊オムニバス作品
- おっぱいを武器に挑発してくるお姉さんの勃起乳首が感度バツグンで最高!（4月28日、ケイ・エム・プロデュース）＊オムニバス作品 全20名
- もう…立てない… 崩れ落ちる程の極ピストン性交（5月1日、TEPPAN）＊オムニバス作品 全30名
- 揉まれて感じる爆乳50人（5月7日、桃太郎映像出版）＊オムニバス作品
- 見つめながら語りかけ射精を誘う手コキ50名（5月19日、TEPPAN）＊オムニバス作品
- 咥えこんだち〇ぽをズボズボ貪るエロ尻騎乗位SEX!＆両尻肉のたぶでち〇ぽを挟み込んで擦り付ける尻ずり!猥褻すぎるエロ尻21人 240分（5月26日、おかず。）＊オムニバス作品
- レズれ! 祝4周年記念 女と女のガチイキ! 総勢53名のレズビアン大乱交ベスト 10時間スペシャル（7月19日、レズれ!）＊オムニバス作品 全53名
- 超巨根性交 デカチンに魅せられる女達 BEST OF BEST 55名（7月19日、TEPPAN）＊オムニバス作品
- おバカ乳 服の下から猛アピールしてくるけしからん下品なオッパイ（8月7日、桃太郎映像出版）＊オムニバス作品
- 70名 トロけるような恍惚の表情 クンニ激昇天 2（8月19日、TEPPAN）＊オムニバス作品
- 浮気相手と生ハメって･･･ 息をのむほど美しい人妻たちのいけない営み。中出し不倫セックス美熟女12人4時間（8月25日、EIKI）＊オムニバス作品
- SEX中の無防備なアナルが丸見え性交ベスト 2（9月1日、TEPPAN）＊オムニバス作品 全30名
- 飼育巨乳 だれにも渡さない…お前はオレのおもちゃだ!!（9月7日、桃太郎映像出版）＊オムニバス作品 全8名
- （お下品）一般主婦 「アナタごめんなさい。今から私･･･吸われます。」三十路で卑猥な一般主婦7人（10月1日、プラム）＊オムニバス作品 全7名
- 接吻しまくり淫口よだれ女 濃厚ディープBEST 2（10月6日、ワープエンタテインメント）＊オムニバス作品 全6名
- えげつない顔射!!! 「やめて!」と言われたってやめられないぜ、臭くて粘っこいザーメンを可愛いお顔にぶっかけろ!（10月7日、桃太郎映像出版）＊オムニバス作品 全61名
- 喉奥を犯す巨根 撃フェラチオ（11月1日、TEPPAN）＊オムニバス作品 全35名
- とびっきりの美熟女を後ろから犯る! 10人生中出し（11月7日、桃太郎映像出版）＊オムニバス作品
- 【投稿】媚薬を駆使しておばさんをその気にさせたハゲおやじの記録（11月10日、なでしこ）＊オムニバス作品 全7名
- 本気汁！潮吹くレズビアンBEST4時間（11月13日、U＆K）＊オムニバス作品 全20名
- 男性用下着訪問販売員のおばさん DX（11月20日、スターパラダイス）＊オムニバス作品 全13名
- 実録!! 堅物な妻が寝盗られ性感マッサージで･･･ 挿入成功 厳選ハイライト240分 夫婦6組収録（11月20日、スターパラダイス）＊オムニバス作品
- アナル舐め手コキで射精したいと思わない？（11月25日、痴女ヘブン）＊オムニバス作品 全33名
- 鉄板女優が本気で悶絶するイッてもイッても終わらないイカセ絶頂 満面イキ顔BEST 50名（12月1日、TEPPAN）＊オムニバス作品
- 鬼固定でマ○コに突き刺し腰をグリグリ動かす気持ち良すぎる対面座位 8時間（12月25日、ROOKIE）＊オムニバス作品 全60名

2018年
- 濃厚接吻と全身唾液塗れの舐め回しフェラ手コキ。（1月1日、TEPPAN）＊オムニバス作品 全30名
- 足腰ガクガク！！ ハードピストン立ちバック 100名 BEST OF BEST（1月1日、TEPPAN）＊オムニバス作品
- オマ○コを舐めあって何度も絶頂する変態女たち マン汁中毒レズビアン 4時間BEST（1月5日、OFFICE K’S）＊オムニバス作品
- 誘惑お姉さんベスト（1月19日、ドグマ）＊オムニバス作品
- 鉄板の真髄! 汗だく性交 BEST 2（2月1日、TEPPAN）＊オムニバス作品
- AV女優 プロフェッショナル オナニーの流儀（2月7日、桃太郎映像出版）＊オムニバス作品 全40名
- 潜在的に眠っているマゾ性を引き出す！ 拘束汗だく性交 2（3月1日、TEPPAN）＊オムニバス作品 全30名
- 射精直前の獣のような激しい腰振り 55発射 4（3月1日、TEPPAN）＊オムニバス作品
- 俺専用リアルオナホ! 中出し肉便器! 大人しく言うことを聞いてくれたら気持ちイイことしかしないから… 12人（3月7日、桃太郎映像出版）＊オムニバス作品
- ベロチュー淫行ベスト（3月19日、ドグマ）＊オムニバス作品
- ま○ことアナル パックリ丸出し全開ポーズ! 30人（5月25日、おかず。）＊オムニバス作品
- 奴隷 -僕だけのウェディング- 佐々木恋海（6月8日、新世紀文藝社）
- ながえSTYLE厳選女優 忘れられない女優の肉体～尻～（6月13日、ながえスタイル）＊オムニバス作品
- こねくり乳首イキベスト（6月19日、ドグマ）＊オムニバス作品 全26名
- ベロちゅう BEST vol.1（7月19日、グローリークエスト）＊オムニバス作品
- 仕事中エッチな気分になって我慢できずにセックスしちゃう真性スケベな働くお姉さんたち（7月27日、マーキュリー）＊オムニバス作品 全6名
- 厳選 パンティストッキングマニア 美脚ばかりの脚コキスペシャル（9月7日、OFFICE K’S）＊オムニバス作品 全10名
- 超キモチイイ！爆乳SOAP生中出し天国10人（9月7日、桃太郎映像出版）＊オムニバス作品
- 熟汁 メス汁だらだら垂らしながらチ○ポを求める美熟女（9月7日、桃太郎映像出版）＊オムニバス作品 全20名
- パンティストッキングマニア 美脚ばかりの脚コキスペシャル（9月7日、OFFICE K’S）＊オムニバス作品 全10名
- 美人モデルたちが膝上25cmのミニスカ履いて色んな体勢でTバック見せつけてくるエロい動画ください（10月25日、アロマ企画）＊オムニバス作品
- ミニスカ回春エステシャン 密着型見せつけ挑発＆エッチなハプニング（10月26日、ケイ・エム・プロデュース）＊オムニバス作品 全20名
- 檻(おり) 性犯罪 美少女コレクション（12月7日、桃太郎映像出版）＊オムニバス作品 全10名

2019年
- 淫語痴女ベスト Vol.5（1月19日、ドグマ）＊オムニバス作品 全11名
- イラマチオin… 4 脅迫スイートルーム 4じかん。（2月1日（セル）/6月30日（レンタル）、ドリームチケット）＊オムニバス作品 全14名
- アーン！ダメ～！イク～！ もうフル勃起が止まらない最高にエッチな人妻ベスト30人（2月7日、桃太郎映像出版）＊オムニバス作品 全30名
- ふたつのマ○コは俺のもの 夢の3Pダブル極上ボディ（4月7日、桃太郎映像出版）＊オムニバス作品 全14名
- 人妻温泉不倫旅行 淫乱生中出し12人（5月7日、桃太郎映像出版）＊オムニバス作品
- 巨乳in… 高飛車な豊満乳房を昼間っから密室調教性交×8人×8発（5月31日（セル）/10月30日（レンタル）、ドリームチケット）＊オムニバス作品
- 監督が選んだ最高にフェラが気持ち良かった女優ベスト10（6月1日、S.P.C）＊オムニバス作品
- 「奥さんの家でお茶の間セックスしませんか？」3 4時間12人（6月22日、ビッグモーカル）＊オムニバス作品
- 竜宮城プレミアム中出しSOAP（9月7日、桃太郎映像出版）＊オムニバス作品 全10名
- デカ尻人妻40人連続尻突きセックス16時間BOX（9月10日、ムチムッチ／妄想族）＊オムニバス作品 全40名
- その乳首勃起ヤバくね ～空前絶後の敏感乳首を持った美女10名（10月7日、桃太郎映像出版）＊オムニバス作品
- 黒人巨大マラ 日本人美女膣破壊FUCK!（10月25日、なでしこ）＊オムニバス作品
- ネッバネバの特濃精子ごっくん! ベスト10 濃すぎて固形の精子を食べちゃいました!（12月1日、S.P.C）＊オムニバス作品

2020年
- 凄まじい吸引力でチ○ポ吸いバキューム!! 豚ヅライラマチオで大興奮!! 超高速ハードボイルドち○ぽピストン!! チ○ポムシャブリお下劣淫語解説!! ち○ぽシャブルの大好きド変態女のマニアックフェラチオ ベスト5時間（1月1日、OFFICE K’S）＊オムニバス作品 全15名
- ザ・不道徳 背徳と喜びの禁断セックス・デラックス10話（1月25日、ながえスタイル）＊オムニバス作品 全10名
- ごっくん伝説！佐々木恋海コンプリート 44発すべてごっくん！（1月25日、 S.P.C）
- 黒人大乱交 巨大マラ輪姦日本人熟女 4時間20人（2月28日、グローバルメディアエンタテインメント）＊オムニバス作品 全20名
- 巨乳むっちり人妻20人連続セックス 16時間 BOX（3月10日、ムチムッチ／妄想族）＊オムニバス作品 全20名
- 温泉でのセックスは宿に到着前からマ○コから湯気が出るほど興奮が止まらないという事実6人（4月7日、桃太郎映像出版）＊オムニバス作品
- 集団痴女に囲まれて射精するオモチャにされたボク4時間BEST（5月25日、痴女ヘブン）＊オムニバス作品 全44名
- マン毛ボーボー ～処理していない自然派女子にどういうわけか興奮させられる30人（6月7日、桃太郎映像出版）＊オムニバス作品 全30名
- 日本人マ●コに突き刺さる黒い巨根！！ 黒人に犯●れた熟女たち 10名収録 240分（10月28日、ZOOO）＊オムニバス作品
- わたしちょっと○○なんです… ～人妻の決して誰にも知られたくない性癖5人～（11月7日、桃太郎映像出版）＊オムニバス作品
- 黒人に犯された日本人熟女たち 100人 強烈すぎるブラック巨根の快感!!（11月27日、ケイ・エム・プロデュース）＊オムニバス作品

2021年
- ナースのお仕事 秘密の5時間スペシャル（2月1日、OFFICE K’S）＊オムニバス作品
- 巣籠り監禁・拘束・中出し ～家にこもるようになったらセックスパートナーが欲しくなって無理やり同居させてしまった件（3月7日、桃太郎映像出版）＊オムニバス作品
- 魅惑のグラマラスSEX 淫乱レディー10人収録 8時間（5月11日、ムチムッチ／妄想族）＊オムニバス作品
- 熟ビアン じっとりねっとり熟練テクと美熟女の反応がよすぎて暴走 イキ過ぎレズSEX 厳選ベスト5時間（6月19日、レズれ!）＊オムニバス作品 全30名
- 妄想着衣痴漢THE下半身タイガースBEST8時間 Part3（6月19日、下半身タイガース）＊「就活人妻リクルート痴漢/愛原さえ」「妄想女弁護士スーツ痴漢/山本美和子」「制服お姉さんの妄想エレベーター着衣痴漢/佐々木恋海」を収録
- おま●こおっぴろげ特盛スペシャル5時間（8月1日、OFFICE K’S）＊オムニバス作品
- イクときにザーメンをおっぱいとかお尻とかお姉さんのカラダで受け止めてくれるとすんごいシアワセ（8月25日、アロマ企画）＊オムニバス作品 全12名
- 意識朦朧イキすぎ絶頂!!エビ反り！足ピン!白目アクメで中出しSEX!（9月1日、ビッグモーカル）＊オムニバス作品 全13名
- 密室バスルーム淫行 37人収録 13時間（10月12日、ケー・トライブ）＊オムニバス作品
- グローバルメディア20周年記念特別作品!! 最新人気シリーズベスト 20作品240分 今回のためだけに新規編集でオイシイところだけ詰め込んだヌキどころ満載の大満足な4時間 黒人シリーズ ベスト20（12月10日、グローバルメディアエンタテインメント）＊オムニバス作品

2022年
- 厳選パンティストッキングマニア 美脚OLたちの誘惑パンスト艶戯 ベスト5時間（5月1日、OFFICE K’S）＊オムニバス作品 全13名
- マン汁も源泉かけ流し ～温泉地で濡れまくる美人妻8人～（9月6日、桃太郎映像出版）＊オムニバス作品

#### WEB
- デジグラ